# Paradiestrammena vernalis
Paradiestrammena vernalis är en insektsart som beskrevs av Andrej Vasiljevitj Gorochov 1998. Paradiestrammena vernalis ingår i släktet Paradiestrammena och familjen grottvårtbitare. Inga underarter finns listade i Catalogue of Life.